# History (album Dune)
History - The Best Of Dune - składanka największych przebojów niemieckiej grupy Dune, który oprócz zbioru singli zawiera trzy niepublikowane wcześniej utwory: "Back To The Future", "Here I Am" oraz "Space Invaders". Singlem promującym album była nowa wersja  pierwszego  hitu grupy "Hardcore Vibes" .

## Spis utworów
1. Hardcore Vibes (Radio Edit) (vs Trubblemaker)
2. Are You Ready To Fly (Radio Edit)
3. Can't Stop Raving (Video Mix)
4. Rainbow To The Stars (Video Mix)
5. Hand In Hand (Video Mix)
6. Million Miles From Home
7. Who Wants To Live Forever (Komakino Rmx Cut)
8. Nothing Compares 2 U (Beam & Yanou Radio Cut)
9. Keep The Secret (Radio Edit)
10. Electric Heaven (Kay Cee Rmx Cut)
11. Dark Side Of The Moon (Video Mix)
12. Back To The Future
13. Here I Am
14. Space Invaders